# Rode franjeapen
De rode franjeapen (Piliocolobus) vormen een geslacht van zoogdieren uit de familie van de Cercopithecidae (Apen van de Oude Wereld). Dit geslacht omvat zeventien soorten. Voorheen werd dit geslacht gerekend als een ondergeslacht van Procolobus, waartoe nu alleen nog de Groene franjeaap behoort. 
De rode franjeapen zijn erg gevoelig voor jacht en habitatverlies, en zijn daardoor waarschijnlijk de meest bedreigde groep primaten in Afrika.  Alle soorten uit dit geslacht zijn door het IUCN beoordeeld als bedreigde soorten. 

## Leefwijze
Ze leven vaak in grote groepen, die tot 80 dieren kunnen omvatten. Echter, de gemiddelde groepsgrootte is ongeveer 20 tot 40 dieren. Groepen leven vaak in een hierarchie, die wordt bepaald door agressief gedrag. 

### Voeding
Het dieet bestaat voornamelijk uit jonge bladeren, bloemen en onrijp fruit. De rode franjeapen kunnen sommige giftige planten verteren die andere soorten primaten niet kunnen verteren. 

## Verspreiding
De soorten uit dit geslacht komen voor in westelijk, centraal en oostelijk Afrika. Ze leven vooral in bomen en de meeste soorten komen alleen voor in tropische regenwouden. 

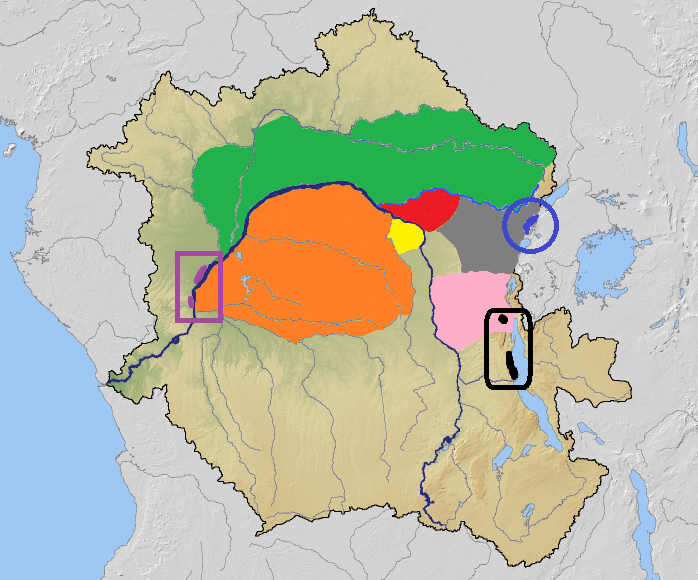
Verspreidingsgebieden van de Centraal-Afrikaanse soorten:
Piliocolobus oustaleti
Piliocolobus langi
Roodkroonfranjeaap (Piliocolobus tholloni)
Piliocolobus parmentieri
Piliocolobus semlikiensis
Piliocolobus foai
Piliocolobus lulindicus
Bouviers rode franjeaap (Piliocolobus bouvieri)

## Taxonomie
- - Soort: Piliocolobus badius – West-Afrikaanse rode franjeaap
  - Soort: Piliocolobus bouvieri – Bouviers rode franjeaap [3]
  - Soort: Piliocolobus epieni
  - Soort: Piliocolobus foai
  - Soort: Piliocolobus gordonorum – Udzungwa-franjeaap
  - Soort: Piliocolobus kirkii – Zanzibarfranjeaap
  - Soort: Piliocolobus langi
  - Soort: Piliocolobus lulindicus
  - Soort: Piliocolobus oustaleti
  - Soort: Piliocolobus parmentieri
  - Soort: Piliocolobus pennantii
  - Soort: Piliocolobus preussi
  - Soort: Piliocolobus rufomitratus
  - Soort: Piliocolobus semlikiensis
  - Soort: Piliocolobus tephrosceles – Oegandese rode franjeaap
  - Soort: Piliocolobus tholloni – Roodkroonfranjeaap
  -  Soort: Piliocolobus waldroni (Mogelijk uitgestorven)